# Spongin
Spongin (von griechisch Σπόγγος, Spongos = Schwamm) ist ein kollagenähnliches Strukturprotein. Spongin ist ein Proteinkomplex aus Kollagen-TypIV-verwandten Proteinen, die nur in Hornkieselschwämmen vorkommen.

## Eigenschaften
Bei den Hornkieselschwämmen (Demospongiae) bildet Spongin Gerüstfasern aus. Diese Sponginfasern vernetzen die aus Kalk und Silikaten aufgebauten Schwammnadeln (Spicula) im Mesohyl miteinander und geben so dem Schwamm seine Gestalt und erlauben durch Bildung eines Kanalsystems den Zufluss von Nährstoffen. Eine wichtige Rolle spielt das Spongin bei bestimmten Ordnungen der Hornkieselschwämme wie den Dictyoceratida, da diese keine Spicula besitzen können und somit das gesamte Skelett aus Spongin gebildet wird.
Kalkschwämme (Calcarea) und Glasschwämme (Hexactinellida) besitzen keine Sponginfasern und bauen ihr Gerüst deshalb nur aus Kalk- und Silikat-Spicula auf.

## Zusammensetzung
Die Proteinkette besteht aus 15,76 % Glycin, 8 % Serin, 5,75 % Arginin, 5,15 % Lysin, 2,2 % Valin und 1,5 % Cystin. Als Besonderheiten sind 0,41 % Brom (als Dibromtyrosin) und 0,5–1,5 % Iod (vorwiegend als Mono- und Diiodtyrosin) enthalten.